# Maraschino
Maraschino, Maraskino (talijanski maraschino) ime je za liker koji se proizvodi iz višnje maraske (Prumus hemaetceraus) koja je rasprostranjena uz hrvatsku obalu. Zadarski Maraschino je originalni proizvod hrvatskog dalmatinskog podneblja i simbol gospodarske mudrosti, višestoljetnog iskustva, te marljivosti i ljubavi dalmatinskog težaka prema njegovom kršu.

## Povijest
Receptura autentičnog zadarskog likera stvorena je i zapisana na početku 16. stoljeća u zadarskom Dominikanskom samostanu. Liker su prvi pripravili upravo ljekarnici tog zadarskog samostana i to pod imenom “Rosolj” (od riječi “Ros solis” - “sunčana rosa”). Kasnije je nazvan MARASCHINO, budući se dobiva iz esencije zrelih plodova dalmatinske višnje maraske i lišća njezinih mladih grančica.
Taj plemeniti liker finog okusa bio je u početku dostupan samo rijetkima i povlaštenima, a pripisivali su mu i ljekovita svojstva. Tajna okusa Maraschina mogla se početi širiti tek s pojavom prvih manufakturnih destilerija u Zadru u 17. st. (Rota, Mola i Calcenigo).
U 18. stoljeću, kada se u Zadru razvija industrijska proizvodnja likera, Maraschino je krenuo u svijet i morskim putovima doplovio u sve važnije europske luke i metropole. Uskoro je prihvaćen i omiljen na svim europskim dvorovima (bečkom, berlinskom, bavarskom, engleskom, talijanskom, belgijskom, danskom ...) da bi se kasnije proširio i u SAD, Kanadu, Australiju, Južnu Ameriku, Južnoafričku uniju itd.
Zadarski liker postaje svjetski glasovit, a prije Drugog svjetskog rata proizvode se čak 33 različite vrste tvrtki Drioli, Luxardo, Romano Vlahov i Maraschino Stampalia. U samom Zadru i njegovim kavanama na Kalelargi i Novoj rivi Maraschino se pije i nudi u bezbroj kombinacija – s ginom, rumom, tekilom, kruškovcem, vermutom. Maraschino određuje i okus sladoleda, slastica i voćnih kupova.
Osvojio je i jednog od najvećih osvajača 19. st., Napoleona Bonapartea, koji je u njemu osobito uživao nakon ručka ili večere. Obožavali su ga i francuski kraljevi Louis XVIII., Karlo X. i Louis Philippe, te ruski car Nikolai I. Britanski kralj George IV. slao je u Zadar svoje ratne brodove po stotine sanduka Maraschina za kraljevski dvor u Londonu i za guvernere Malte i Krfa. Godine 1871. Maraschino je u zadarskoj luci ukrcavan na engleske brodove po narudžbi engleske kraljice Viktorije. Dana 26. rujna 1887. godine Princ od Walesa – koji je kasnije postao kralj George V. – bio je na proputovanju kroz Zadar i tom je prigodom osobno posjetio zadarsku tvornicu likera i uručio narudžbu za veliku količinu boca glasovitog zadarskog specijaliteta.
Tijekom svojih pet stoljeća Maraschino iz Zadra bio je i ostao ponajprije piće elite; pili su ga svjetski ljubavnici poput Casanove, svjetski vojskovođe poput Napoleona, svjetski filmski i književni klasici poput Hitchcocka i Baudlaira, svjetski glumci i pjevači; pili su ga i na prvoj i posljednjoj plovidbi legendarnog Titanica, a o njemu je pisao i Honoré de Balzac (u romanu "Un début dans la vie" iz 1842. godine).
Hrvatska turistička zajednica uvrstila je 1999. godine bocu tradicionalno opletenog Maraschina u popis autentičnih hrvatskih suvenira.

## Zanimljivosti
- Romano Vlahov u Šibeniku je proizvodio danas zaboravljeni i izgubljeni "Šibenski maraschino".[3]

## Vanjske poveznice
- Maraschino na maraska.hr  Arhivirana inačica izvorne stranice od 2. siječnja 2008. (Wayback Machine)